# Sant Julià de Ramis
Sant Julià de Ramis – gmina w Hiszpanii, w prowincji Girona, w Katalonii, o powierzchni 18,35 km². W 2011 roku gmina liczyła 3467 mieszkańców.